# Domingo Ruiz Molina
Domingo Ruiz Molina (1798-1857) fue un político liberal mexicano que dos veces fue gobernador interino del estado de Chiapas. Nació en 1798 en la villa de Chiapa, hoy ciudad Chiapa de Corzo, y murió en la misma en 1857. Hijo de Jorge Ruiz e Isidora Molina. En 1828 fue síndico y en 1833 alcalde primero de Chiapa. En 1849 fue designado prefecto político del estado de Chiapas, y en 1853 y 1856 gobernador interino. Fue suegro del Benemérito del Estado de Chiapas, Ángel Albino Corzo, ya que su hija Zaragoza Ruiz Pola fue la esposa de éste.